# 哈氏尖吻單棘魨
哈氏尖吻單棘魨，為輻鰭魚綱魨形目鱗魨亞目單棘魨科的其中一種，為熱帶海水魚，分布於西印度洋紅海海域，體長可達7公分，棲息在沿岸珊瑚礁，以珊瑚為食，生活習性不明。